# Sport magazin
Sport magazin je bio hrvatski ilustrirani športski tjednik iz Zagreba. Bio je tjednik Sportskih novosti. Izdavač je bio Vjesnik. Izlazio je od 1990. do 1991. godine kao nastavak Sprinta odnosno SN revije, zbog čega su brojevi imali dvostruku numeraciju. 
Uređivao ga je Zoran Kovačević.